# Bernhard Erkinger
Bernhard Erkinger (* 30. April 1980 in Graz) ist ein ehemaliger österreichischer Fußballspieler.

## Werdegang
Bernhard Erkinger begann seine fußballerische Laufbahn als Nachwuchsspieler beim GAK, bevor er 1999 seine Profilaufbahn beim  FC Tirol  startete. Mit den Innsbruckern unter Trainer Kurt Jara wurde er Österreichischer Meister. 
In der Folge spielte er für den FC Lustenau 07 und für Austria Salzburg, später für die Salzburg Amateure, nachdem der Verein von Red Bull übernommen wurde. Nach einem halben Jahr in Paderborn (2. Bundesliga in Deutschland) kehrte der Mittelfeldspieler nach Lustenau zurück. Anschließend stand er vier Jahre beim FC Superfund Pasching unter Vertrag, ehe er im Sommer 2011 erneut zum FC Lustenau wechselte. Im Laufe seiner aktiven Karriere absolvierte Erkinger außerdem zwei Spiele für die österreichische U21-Nationalmannschaft. 
Parallel zu seiner Spielerkarriere übernahm Erkinger Aufgaben als sportlicher Nachwuchsleiter und Spielertrainer der Amateurmannschaft des FC Lustenau 07. Ab 1. Januar 2012 war er als Sportdirektor und Co-Trainer des Vereins tätig. 
Im Jahr 2014 beendete Erkinger seine aktive Karriere.
Mit Saisonstart 2014/15 wurde er Cheftrainer beim Regionalliga-West-Verein FC Höchst. Er besitzt die UEFA-A-Lizenz und ist weiterhin im Trainerbereich aktiv. 
Beruflich ist Bernhard Erkinger seit 2012 im Personalwesen tätig.

## Vereine
- SV Rapid Lienz
- FC Tirol Innsbruck
- FC Lustenau 07
- Austria Salzburg (2004/05)
- Red Bull Juniors (Herbst 2005)
- SC Paderborn 07 (Frühjahr 2006)
- FC Lustenau 07 (bis Sommer 2007)
- FC Pasching (seit Herbst 2007)
- FC Lustenau 07 (seit Sommer 2011)